# عدالت (فیلم ۲۰۰۲)
عدالت (انگلیسی: Justice) فیلمی کوتاه به کارگردانی ایسائو یوکیسادا است که در سال ۲۰۰۲ منتشر شد. از بازیگران آن می‌توان به ساتوشی تسومابوکی و هاروکا آیاسه اشاره کرد.